# Звено судебной системы
Звено́ суде́бной систе́мы — совокупность судов, обладающих однородными полномочиями и занимающих равное положение в судебной системе.
Судебное звено — это суд, либо совокупность судов, обладающих одинаковой компетенцией, а также схожими составом и структурой.

## Звенья судов общей юрисдикции
В России система судов общей юрисдикции состоит из нескольких звеньев:
- мировые судьи (не входят в федеральную судебную систему, а относятся к судам субъектов РФ);
- районные (городские) суды (основное звено судебной системы РФ);
- суды субъектов РФ (Верховный Суд республики; краевой, областной суд; суд города федерального значения; суд автономной области, автономного округа) (среднее звено судебной системы);
- апелляционные суды общей юрисдикции;
- кассационные суды общей юрисдикции;
- Верховный Суд РФ (возглавляет систему судов общей юрисдикции, но не входит в неё).

Пятизвенную систему имеют военные суды:
- гарнизонные суды;
- окружные (флотские) суды;
- апелляционный военный суд;
- кассационный военный суд;
- коллегия по делам военнослужащих Верховного Суда РФ (зачастую не считается звеном, оно является структурным подразделением внутри звена)

И суды общей юрисдикции, и военные суды информационно объединены Государственной автоматизированной системой Российской Федерации «Правосудие» (ГАС «Правосудие»).

## Звенья системы арбитражных судов
Система арбитражных судов в России представлена в виде четырёх звеньев:
- арбитражные суды субъектов РФ;
- арбитражные апелляционные суды;
- арбитражные суды округов;
- коллегия по экономическим спорам Верховного Суда РФ.